# ریکاردو مایورگا
ریکاردو مایورگا (انگلیسی: Ricardo Mayorga؛ زادهٔ ۳ اکتبر ۱۹۷۳) ورزشکار هنرهای رزمی ترکیبی و بوکسور اهل نیکاراگوئه است.